# Saint-Laurent (Lausanne)

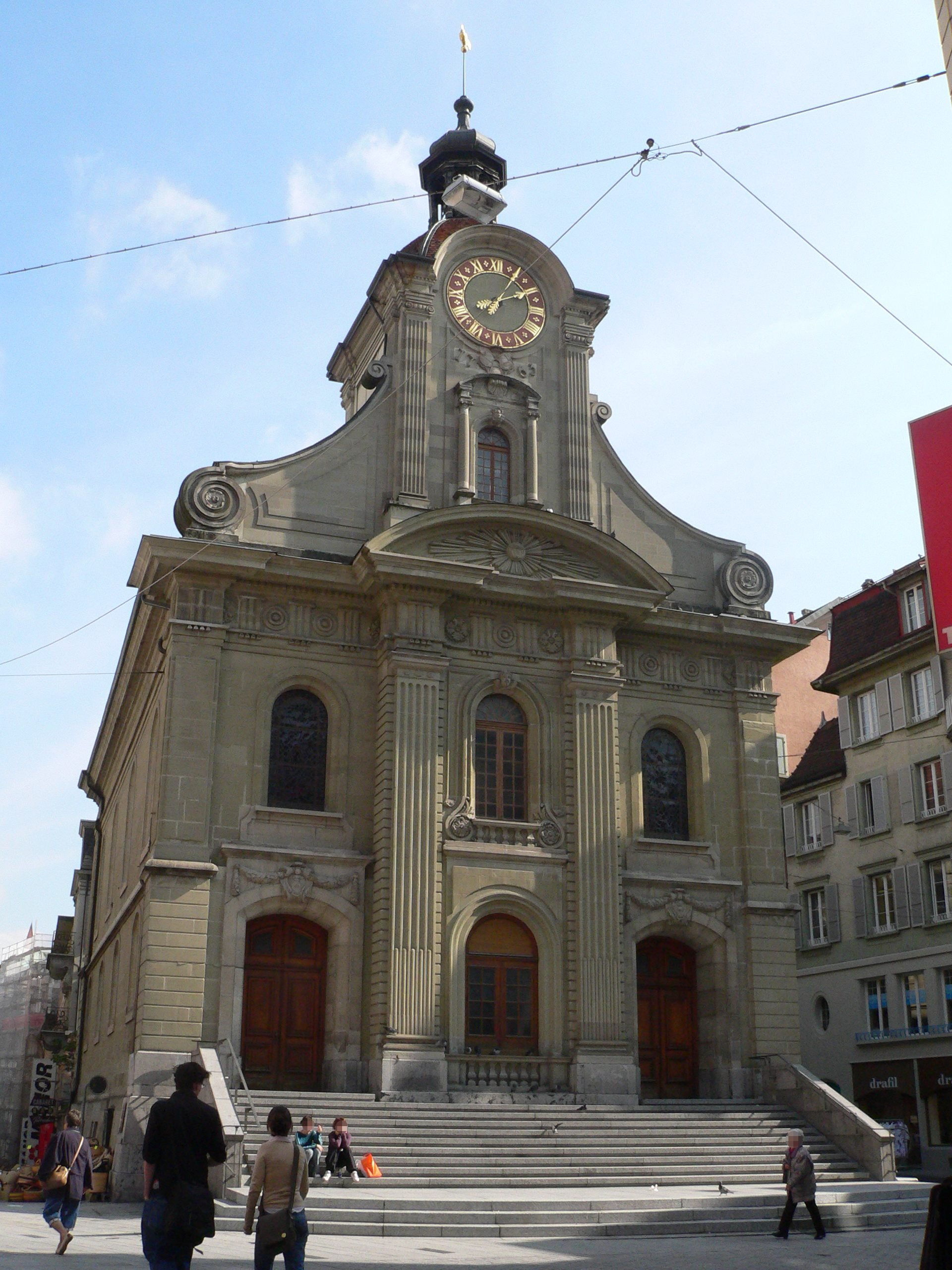
Lausanne, Temple Saint-Laurent

Die reformierte Kirche Saint-Laurent (französisch Eglise réformée Saint-Laurent oder Temple Saint-Laurent) ist ein barockes Kirchengebäude im gleichnamigen Stadtquartier von Lausanne, Schweiz. Sie ist ein Kirchengebäude der Église Évangélique Réformée du canton de Vaud.

## Geschichte
Das Altstadt-Quartier Saint-Laurent verfügt seit dem 11. Jahrhundert über eine Pfarrkirche. Die heutige Kirche wurde nach Plänen von Guillaume Delagrange 1716–1719 errichtet. Als Vorbild diente der 1715 geweihte, in der hugenottischen Tradition stehende Temple de la Fusterie in Genf. 1762–1763 wurde die Kirche durch Rodolphe de Crousaz mit neuen Fassaden versehen.

## Beschreibung

### Äusseres
Die kleine freistehende Saalkirche verfügt über ein Sockelgeschoss und zwei Hauptgeschosse. Die beiden Portale der Hauptfassade werden durch eine mächtige Freitreppe erschlossen. Sie sind mit frühklassizistisch anmutenden Girlanden verziert. Die Portale flankieren einen Risalit, der durch zwei mächtige kannelierte Pilaster geprägt wird. Das zweite Geschoss enthält drei Rundbogenfenster und wird durch einen Metopen-Triglyphen-Fries abgeschlossen. Darüber befindet sich ein die ganze Kirche umlaufendes Gesims und über der Mittelachse ein Dreiecksgiebel, der das Allsehende Auge Gottes im Giebelfeld zeigt. Durch wuchtige Voluten verjüngt sich die Fassade und geht in den inkorporierten Turm über. Das Schallfenster wird durch einen Segmentgiebel bekrönt. Darüber befindet sich die Turmuhr, deren Zifferblatt in eine halbrunde Aussparung des Turmhelms hineinreicht. Der Turmhelm ist als Bernische Haube angelegt, die von einer Laterne bekrönt wird.

### Innenraum
Der schlichte Innenraum entspricht dem hugenottischen Bauschema. Er wird durch eine umlaufende hölzerne Empore geprägt, die auf einer Kolonnade ionischer Ordnung ruht. Die Empore am Ende der Schmalseite wird durch eine Orgel mit zwei Rückpositiven eingenommen. Ihr vorgelagert sind die Kanzel und der Gabentisch von 1719, die von fast allen Stellen im Kirchenschiff aus sichtbar sind.
Beleuchtet wird die Kirche vor allem durch die Rundbogenfenster oberhalb der Emporen. Die Glasmalereien stammen von Louis Rivier (1924) und Henry Schimek (1955–1960).